# Vitryssland i Eurovision Song Contest 2013
Vitryssland deltog i Eurovision Song Contest 2013 i Malmö i Sverige. De representerades av Aljona Lanskaja med låten "Solayoh".

## Uttagning
Dagen efter finalen av Eurovision Song Contest 2012 berättade Vitrysslands kulturminister Vladimir Karachevsky att landet måste fortsätta delta i tävlingen. Den 18 september 2012 bekräftade BTRC sitt deltagande i tävlingen år 2013. Landet valde sitt bidrag genom en nationell uttagning. Den 28 september publicerade TV-bolaget reglerna för uttagningen. Till skillnad från tidigare år var nu artisterna och deras producenter själva tvungna att stå för kostnaderna kring deras framträdanden.
En presskonferens hölls vid TV-bolagets högkvarter i Minsk den 3 oktober. Där avslöjades det att uttagningen skulle bestå av tre steg. Först skulle det hållas en kvalrunda, sedan en semifinal i november, och sist en final i december. Den 19 oktober meddelade BTRC att finalen skulle hållas den 7 december, och den 22 oktober meddelade de att semifinalen skulle hållas den 16 november. Från semifinalen planerades det att 5 av 15 bidrag skulle ta sig vidare till finalen. Den 31 oktober meddelade BTRC att man skulle strunta i semifinalen och bara använda sig av en final.
Bidrag kunde skickas in till och med den 22 oktober. Totalt 80 bidrag skickades in till uttagningen. En jurygrupp fick uppdraget att välja 15 bidrag efter live auditions den 30 och 31 oktober. Efter sista auditions den 31 oktober avslöjade juryn de utvalda. Eftersom det samma dag beslutats att uttagningen endast skulle bestå av en final och inte längre en semifinal, valde juryn 10 artister istället för 15. Bidragen kunde för första gången höras på TV-bolagets webbplats den 14 november.
Inför tävlingen sändes intervjuer med artisterna i TV-programmen Good Morning, Belarus! på Belarus 1 och Belarus 24, samt Belarusian Vremechko på Belarus 2. Radiostationer som ägs av BTRC började även spela bidragen innan tävlingen. En CD-skiva med alla bidrag planerades också att släppas.

### Artister
Bland de som skickade in bidrag till uttagningen fanns Aljona Lanskaja som diskvalificerades efter att ha vunnit Vitrysslands nationella uttagning förra året, vilket gjorde att tvåan Litesound fick representera landet i Baku istället. Aleksandra & Konstantin som representerade Vitryssland i Eurovision Song Contest 2004, landets debut i tävlingen, försökte även de på nytt. Elgiazar Farashyan som representerade Vitryssland i Eurovision Song Contest 2010 som medlem i musikgruppen 3+2 skickade in ett bidrag. Andra artister som man vet skickade in bidrag till tävlingen förutom de 10 finalisterna är The Champions, Aura, Sasja Nemo, Ivan Buslajev, Nina Bogdanova, NRM (Pete Pavlov), Dmitrij Smolski, Darius Eugene Slavytj och Ian Zjentjak.

## Finalen
Den 4 december lottades startordningen. Repetitioner inför finalen hölls i en BTRC studio både den 5 och 6 december. Värdar för finalen var Olga Ryzhikova och Denis Dudinsky.
Finalen hölls i landets huvudstad Minsk och sändes på TV-kanalerna Belarus 1 och Belarus 24 den 7 december 2012 mellan 22:00 och 23:45 lokal tid, samt via webben. 10 bidrag tävlade om att få representera Vitryssland i ESC 2013. Vinnaren utsågs med hjälp av både jury och telefonröstning. Juryn bestod av 17 musikexperter. Bland jurymedlemmarna fanns Yarmolenko, Rainchik och Tikhanovich, men även Gennady Davydko som är ordförande för BTRC.

### Pausunderhållning
I pausunderhållningen medan rösterna räknades framträdde Aleksandra, Konstantin, Gjunesj Abasova och Dzmitry Kaldun. Aleksandra och Konstantin framförde låten "My Galileo" som de hade representerat Vitryssland med i Eurovision Song Contest 2004, landets debutår i tävlingen. Gjunesj framförde låten "And Morning Will Come" som hon tävlade med i uttagningen året innan. Hon hade då kommit på andra plats efter Litesound men egentligen trea om inte Aljona Lanskaja hade diskvalificerats. Dzmitry Kaldun framförde låten "Work Your Magic" som han representerat Vitryssland med i Eurovision Song Contest 2007 och gett landet sitt bästa resultat i tävlingen genom tiderna med en sjätte plats, ett resultat som står sig än idag.

### Vinnare
Vinnare blev Aljona Lanskaja med låten "Rhythm of Love" som var favorit hos både juryn och telefonröstarna. Som segrare tog hon emot en troffé av kristall med formen av Eurovisions hjärtlogo. Tvåa kom gruppen Nuteki och trea kommer sångaren Satsura. Lanskaja vann även uttagningen året innan men diskvalificerades då i efterhand och gav plats åt bandet Litesound som hade kommit på andra plats. Vitryssland blev det första landet som valde både artist och låt till ESC 2013. Dock valde Lanskaja att byta ut sin vinnarlåt mot en nyinspelad låt med titeln "Solayoh" inför ESC.

### Resultat
| Pos. | Artist          | Sång                        | Tele | Jury | Total | Plats |
| ---- | --------------- | --------------------------- | ---- | ---- | ----- | ----- |
| 01   | Vitalij Voronko | "I Wonder How You"          | 5    | 2    | 7     | 9     |
| 02   | Max Lorens      | "I Love Your Charming Eyes" | 6    | 5    | 11    | 5     |
| 03   | Aljona Lanskaja | "Rhythm of Love"            | 12   | 12   | 24    | 1     |
| 04   | Yankey          | "Letter to Mother"          | 2    | 8    | 10    | 7     |
| 05   | Bever Band      | "Incredible Girl"           | 3    | 1    | 4     | 10    |
| 06   | Darja           | "Catch Me Again"            | 1    | 10   | 11    | 6     |
| 07   | Uzari           | "Secret"                    | 4    | 3    | 7     | 8     |
| 08   | Aleksej Gross   | "One Way Love"              | 7    | 4    | 11    | 4     |
| 09   | Nuteki          | "Save Me"                   | 10   | 7    | 17    | 2     |
| 10   | Satsura         | "Get Out of My Way"         | 8    | 6    | 14    | 3     |

## Vid Eurovision
Vitryssland har lottats till att framföra sitt bidrag i den andra halvan av den första semifinalen den 14 maj 2013 i Malmö Arena.